# Розино (Пловдивская область)
Розино (болг. Розино) — село в Болгарии. Находится в Пловдивской области, входит в общину Карлово. Население составляет 4 117 человек.

## Политическая ситуация
В местном кметстве Розино, в состав которого входит Розино, должность кмета (старосты) исполняет Фейми Хюсеин Черкез (Движение за права и свободы (ДПС)) по результатам выборов правления кметства.
Кмет (мэр) общины Карлово — Найден Христов Найденов (коалиция партий: Болгарская социалистическая партия (БСП), Земледельческий союз Александра Стамболийского (ЗСАС), Болгарская социал-демократия, Движение за социальный гуманизм, Политический клуб «Экогласность», Политический клуб «Фракия») по результатам выборов.